# دانيال بايبس

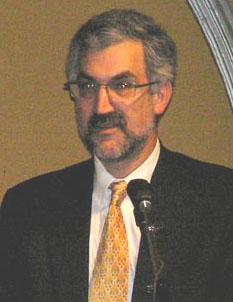
دانيال بايبس

دانيل بايبس (بالإنجليزية: Daniel Pipes) (بوسطن 9 سبتمبر 1949) مؤلف ومؤرخ أمريكي متخصص في نقد الإسلام. بايبس هو مؤسس ومدير منتدى الشرق الأوسط وهو مركز أبحاث، وكذلك مؤسس كامبس وتش وهي منظمة مثيرة للجدل تدعي نقدها للدراسات المتعلقة بالشرق الأوسط لكن الكثير من المثقفين والباحثين يصفونها بأنها منظمة لمضايقة الباحثين والعلماء الذين ينتقدون إسرائيل.
من موقعه على الإنترنت:
'حصل على شهادة البكالوريوس (1971) وشهادة الدكتوراه (1978) من جامعة هارفارد، والاثنتان في التاريخ. قضى ست سنوات في الدراسة خارج الولايات المتحدة، منها ثلاث سنوات بمصر. السيد بايبس يتحدث الفرنسية ويقرأ العربية والألمانية. قام بالتدريس في جامعة شيكاغو وجامعة هارفارد وكلية الحرب التابعة لبحرية الولايات المتحدة. عمل في خدمة حكومة الولايات المتحدة بصور عديدة مختلفة، تم تعيينه من قبل الرئاسة مرتين: نائب رئيس هيئة فولبرايت للمنح الدراسية للطلاب الأجانب وعضو مجلس إدارة معهد الولايات المتحدة للسلام. كان مدير معهد السياسة الخارجية في الفترة من 1986 إلى 1993.
كثيرا ما يظهر السيد بايبس على شاشات التليفزيون ليناقش الشؤون والأحداث الجارية، حيث ظهر في العديد من البرامج الأمريكية مثل ايه بي سي وورلد نيوز، وسي بي اس ريبورتس، وكروسفير، وجود مورنينج أمريكا، ونيوزأور مع جيم ليهرير، ونيتلاين، وأوريلي فاكتور، وتوداي شو. وهو قد ظهر على أشهر شبكات التليفزيون في العالم، مثل البي بي سي والجزيرة، وقام بإلقاء المحاضرات في خمسة وعشرين دولة. وهو يقدم استشارات في شؤون الشرق الأوسط لشركات المال والصناعة والخدمات والشهيرة، ولشركات المحاماة، ولروابط ونقابات المحاميين، وللاتحادات التجارية، وهيئات ومؤسسات الحكومة الأمريكية، والمحاكم في كل من الولايات المتحدة وكندا.
السيد بايبس عضو في خمس مجالس تحرير، وقام بالشهادة أمام العديد من لجان الكونغرس، وعمل في أربعة حملات لانتخابات الرئاسة الأمريكية. وهو مذكور في ماركوس وهوز هو إن زا إيست، هوز هو إن أمريكا وهوز هو إن زا وورلد. قامت جامعات في الولايات المتحدة وسويسرا بمنحه شهادات الدكتوراه الفخرية.
قام السيد بايبس بتأسيس منتدى الشرق الأوسط (www.meforum.org) في عام 1994. وهو منظمة مستقلة تزيد ميزانيتها عن مليون دولار أمريكي، رسالتها «تعزيز المصالح الأمريكية» بواسطة نشر المطبوعات، والقيام بالأبحاث، وتقديم الاستشارات، وامتداد وتغلغل وسائل الإعلام، والتثقيف الشعبي. يصدر المنتدى ميدل إيست كوارتيرليويرعى كامبس واتش ؛(www.campus-watch.org)، وهو مشروع يراجع الدراسات الشرق أوسطية ويحللها تحليلا نقديا ويعمل على تحسينها وتطويرها؛ ويرعى المنتدى أحداثا ثقافية في أربعة مدنانقر

## روابط خارجية
- دانيال بايبس على موقع IMDb (الإنجليزية)
- دانيال بايبس على موقع إن إن دي بي (الإنجليزية)